# Hockey Marzotto Valdagno A.S.D. 2009-2010
Questa voce raccoglie le informazioni riguardanti l'Hockey Marzotto Valdagno nelle competizioni ufficiali della stagione 2009-2010.

## Maglie e sponsor
Lo sponsor ufficiale per la stagione 2009-2010 è Isello Vernici.
| 1ª divisa | 2ª divisa |

## Organico

### Giocatori
| N° | Naz.                 | Ruolo | Sportivo            |  |  |  |
| -- | -------------------- | ----- | ------------------- |  |  |  |
|    | Italia (bandiera)    | E     | Nicolas Bertagnin   |  |  |  |
|    | Italia (bandiera)    | E     | Andrea Cocco        |  |  |  |
|    | Argentina (bandiera) | E     | Carlos Nicolía      |  |  |  |
|    | Argentina (bandiera) | P     | Juan Eduardo Oviedo |  |  |  |
|    | Italia (bandiera)    | E     | Davide Motaran      |  |  |  |
|    | Italia (bandiera)    | E     | Lorenzo Pieropan    |  |  |  |
|    | Italia (bandiera)    | E     | Pietro Pranovi      |  |  |  |
|    | Argentina (bandiera) | E     | Osvaldo Raed        |  |  |  |
|    | Italia (bandiera)    | E     | Eddy Randon         |  |  |  |
|    | Italia (bandiera)    | E     | Dario Rigo          |  |  |  |
|    | Italia (bandiera)    | E     | Massimo Tataranni   |  |  |  |
|    | Italia (bandiera)    | E     | Marco Vallortigara  |  |  |  |

### Staff tecnico
- Allenatore:  Jorge Valverde